# Đối thoại với Solzhenitsyn
Đối thoại với Solzhenitsyn (tiếng Nga: Беседы с Солженицыным) là một phim tài liệu được thực hiện trong hình thức một cuộc phỏng vấn của đạo diễn Aleksandr Sokurov với Aleksandr Solzhenitsyn nhân dịp nhà văn tròn 80 tuổi.